# Xorides secos
Xorides secos är en stekelart som beskrevs av Ian D. Gauld 1997. Xorides secos ingår i släktet Xorides och familjen brokparasitsteklar. Inga underarter finns listade i Catalogue of Life.